# کومودو گروپ
کومودو (به انگلیسی: Comodo) یک گروه سهامی خاص متشکل از شرکت‌های ارائه دهنده نرم‌افزارهای رایانه‌ای و محصولات اس‌اس‌ال می‌باشد. این شرکت در سال ۱۹۹۸ در بریتانیا تأسیس شد اما هسته‌های اصلی آن در جرزی سیتی و سالت‌لیک‌سیتی در آمریکا قرار دارد. این شرکت دفاتری در بریتانیا، چین، اوکراین، رومانی و هند نیز دارد.

## محصولات
شرکت‌های کومودو تعداد زیادی نرم‌افزار رایگان ارائه کرده‌اند که از طریق وبگاه‌های آن‌ها به صورت آزاد قابل بارگیری است. مشهورترین نرم‌افزار رایگان کومودو، کومودو اینترنت سکیوریتی است که شامل دیوار آتش کومودو، سیستم پیشگیری از نفوذ و ضدویروس می‌باشد. از دیگر نرم ابزارهای امنیتی شناخته شده رایگان آن می‌توان به یک ضد بدافزار و یک دیوار آتش حافظه که بیش از نود درصد حملات سرریز بافر را خنثی می‌کند نام برد. کومودو همچنین یک نرم‌افزار رایگان پاکسازی رجیستری ویندوز (Windows registry) دارد که در حال حاضر به همراه نرم‌افزار پاک کننده سیستم کومودو ارائه می‌شود.

### محصولات رایگان
- ضدهرزنامه کومودو
- ضدویروس کومودو
- اسکنر ضد بدافزار آنلاین کومودو
- پشتیبان گیر کومودو
- کومودو بوکلین که برای شناسایی و از بین بردن روت‌کیتها، هایجکرها، کی‌لاگرها و تروجانها
- رمزگذار دیسک کومودو
- وی‌پی‌ان کومودو
- اس‌اس‌ال رایگان کومودو برای برای تأمین امنیت وبگاه‌ها
- کومودواینترنت سکیوریتی
- کومودو ای‌والت
- دیوار آتش کومودو
- اسکن‌کننده پی‌سی‌آی کومودو
- سکیور ایمیل کومودو
- پاک‌کننده سیستم کومودو
- ماشین زمان کومودو
- موتور تحقیقی کومودو که سایت‌ها را از نظر واقعی یا جعلی بودن مشخص می‌کند